# Marcia Freedman
Marcia Freedman (hebrejsky: מרשה פרידמן; narozena 17. května 1938 – 21. září 2021) byla americká aktivistka, izraelská politička a bývalá poslankyně Knesetu za strany Rac, Ja'ad-Hnutí za lidská práva a Nezávislá socialistická frakce .

## Biografie
Narodila se ve městě Newark v USA. Bakalářský titul získala na Bennington College a magisterský titul na New York University. V roce 1967 přesídila do Izraele. V roce 1981 se vrátila do USA.

## Politická dráha
V letech 1960–1967 byla aktivní americkém hnutí za lidská práva. V roce 1971 patřila mezi zakladatele izraelského feministického hnutí. V letech 1972–1976 se angažovala v Nezávislém socialistickém hnutí a v letech 1973–1975 v hnutí Rac.
V izraelském parlamentu zasedla po volbách v roce 1973, do nichž šla za stranu Rac. V průběhu funkčního období tato strana fúzovala a vytvořila formaci Ja'ad-Hnutí za lidská práva. Marcia Freedman pak ale odešla do nově založené Nezávislé socialistické frakce. Nastoupila do parlamentního výboru pro veřejné služby a výboru pro vzdělávání a kulturu. Roku 1977 patřila mezi zakladatele izraelské Strany žen, která neúspěšně kandidovala ve volbách v roce 1977. V letech 1979–1981 zakládala ženská centra Kol ha-iša v Haifě a Jeruzalému.